# Campionato sudamericano maschile under 19 di calcio 1974
Il Campionato sudamericano di calcio Under-19 1974, 6ª edizione della competizione organizzata dalla CONMEBOL e riservata a giocatori Under-19, è stato giocato in Cile.

## Partecipanti
Partecipano al torneo 9 delle 10 rappresentative nazionali affiliate alla Confederación sudamericana de Fútbol (non è presente la Bolivia under 19):
| - Argentina under 19 - Brasile under 19 - Cile under 19 - Colombia under 19 - Ecuador under 19 |  | - Paraguay under 19 - Perù under 19 - Uruguay under 19 - Venezuela under 19 |

## Città
La Federazione calcistica cilena scelse come luoghi deputati a ospitare la manifestazione le città di Arica, Concepción e Santiago.

## Formato

### Fase a gironi
Le 9 squadre partecipanti alla prima fase sono divise in due gruppi, uno da quattro e uno da cinque, e si affrontano in un girone all'italiana con gare di sola andata. Passano alle semifinali le prime due classificate in ogni gruppo.
In caso di arrivo a pari punti in classifica, la posizione si determina seguendo in ordine:
- Differenza reti;
- Numero di gol realizzati;
- Risultato dello scontro diretto;
- Sorteggio.

## Fase a gironi
Legenda
|  | Qualificata alla fase successiva |

### Gruppo A
| Squadra            | P.ti | G | V | P | S | GF | GS | DR |
| ------------------ | ---- | - | - | - | - | -- | -- | -- |
| Paraguay under 19  | 5    | 3 | 2 | 1 | 0 | 5  | 1  | +4 |
| Argentina under 19 | 4    | 3 | 1 | 2 | 0 | 3  | 2  | +1 |
| Perù under 19      | 3    | 3 | 1 | 1 | 1 | 2  | 2  | 0  |
| Ecuador under 19   | 0    | 3 | 0 | 0 | 3 | 0  | 5  | -5 |

| Arica 8 marzo 1974 | Argentina | 1 – 0 | Ecuador |  |

| 8 marzo 1974 | Paraguay | 1 – 0 | Perù |  |

| Arica 10 marzo 1974 | Argentina | 1 – 1 | Paraguay |  |

| 13 marzo 1974 | Perù | 1 – 0 | Ecuador |  |

| 16 marzo 1974 | Paraguay | 3 – 0 | Ecuador |  |

| Arica 17 marzo 1974 | Argentina | 1 – 1 | Perù |  |

### Gruppo B
| Squadra            | P.ti | G | V | P | S | GF | GS | DR  |
| ------------------ | ---- | - | - | - | - | -- | -- | --- |
| Brasile under 19   | 7    | 4 | 3 | 1 | 0 | 14 | 2  | +12 |
| Uruguay under 19   | 5    | 4 | 2 | 1 | 1 | 7  | 4  | +3  |
| Cile under 19      | 3    | 4 | 1 | 1 | 2 | 4  | 6  | -2  |
| Venezuela under 19 | 3    | 4 | 1 | 1 | 2 | 3  | 8  | -5  |
| Colombia under 19  | 2    | 4 | 1 | 0 | 3 | 4  | 12 | -8  |

| Concepción 1º marzo 1974 | Uruguay | 3 – 1 | Colombia |  |

| 1º marzo 1974 | Cile | 1 – 1 | Venezuela |  |

| 6 marzo 1974 | Brasile | 4 – 0 | Venezuela |  |

| 6 marzo 1974 | Cile | 3 – 0 | Colombia |  |

| 10 marzo 1974 | Uruguay | 2 – 0 | Cile |  |

| 10 marzo 1974 | Brasile | 6 – 1 | Colombia |  |

| 13 marzo 1974 | Brasile | 1 – 1 | Uruguay |  |

| 13 marzo 1974 | Colombia | 2 – 0 | Venezuela |  |

| marzo 1974 | Venezuela | 2 – 1 | Uruguay |  |

| marzo 1974 | Brasile | 3 – 0 | Cile |  |

## Fase finale

### Semifinali
| Santiago del Cile 22 marzo 1974 | Brasile | 2 – 0 | Argentina |  |

| Santiago del Cile 22 marzo 1974 | Uruguay | 3 – 0 | Paraguay |  |

### Finale 3º-4º posto
| Santiago del Cile 24 marzo 1974 | Argentina | 0 – 1 | Paraguay |  |

### Finale
| Santiago del Cile 24 marzo 1974 | Brasile | 2 – 1 | Uruguay |  |

## Classifica marcatori
| Gol |  |  | Giocatore       | Squadra          |
| --- |  |  | --------------- | ---------------- |
| 4   |  |  | Hebert Revetria | Uruguay under 19 |